# محمد علي امام الشوشتري
سيد محمد علي امام الشوشتري (1320 هـ- 1392 هـ) هو رجل دين وعالم ومؤرخ شيعي من ولد في تستر. كان أسلافه معظمهم من صفوف رجال الدين وعلماء الدين أكبرهم هو نعمة الله الجزائري.
ولد في عام 1320 هـ. في مدينة تستر، والدة السيد محمد الشريف إمام الجمعة في المدينة، ووالدته سارة بيغم حفيدة الشيخ والعالم الشيعي جعفر التستري.

## أساتذته
- محمد الكاظم الشوشتري
- سيد نورالدين امام الشوشتري

## مؤلفاته
- تاريخ الجغرافي للخوزستان
- تاريخ المقياسات والنقود في حكومة الإسلامي
- القاموس اللغات الفارسية في العربية
- ترجمه النصايح الاردشير البابكان من اللغة العربية بالفارسي
- تاريخ النظام الملكي الإيراني الإمبراطوري

## وصلات خارجية
- مجموعة المقالات والكتب السيد محمد علي امام الشوشتري